# Мальяно-Альфьери
Мальяно-Альфьери (итал. Magliano Alfieri) — коммуна в Италии, располагается в регионе Пьемонт, в провинции Кунео.
Население составляет 1797 человек (2008 г.), плотность населения составляет 200 чел./км². Занимает площадь 9 км². Почтовый индекс — 12050. Телефонный код — 0173.
Покровителем населённого пункта почитается святой апостол Андрей, празднование 30 ноября.

## Демография
Динамика населения:

## Администрация коммуны
- Официальный сайт: http://www.comune.maglianoalfieri.cn.it

## Города-побратимы
- Рье (Франция) с 2008 года